# Глуховское медицинское училище
Глуховское медицинское училище - высшее учебное заведение в городе Глухов Сумской области.

## История
Учебное заведение было создано и начало учебную деятельность в 1932 году как Глуховский медицинский техникум, но в 1935 году был преобразован в фельдшерско-акушерскую школу.
После начала Великой Отечественной войны в связи с приближением к городу линии фронта школа прекратила работу. В период немецкой оккупации города (с 7 сентября 1941 по 27 июля 1943 года) помещения школы пострадали. Перед отступлением немецкие войска подожгли центр города, в результате здание было полностью уничтожено, но после освобождения города советскими войсками, в 1943 году началось восстановление учебного заведения.
В 1954 году фельдшерско-акушерская школа была преобразована в Глуховское медицинское училище.
В 1965 году был создан музей истории Глуховского медицинского училища.
В конце 1960х годов в связи с увеличением количества учащихся был построен второй учебный корпус, который был введён в эксплуатацию 13 октября 1970 года.

## Современное состояние
Коммунальное учреждение здравоохранения «Глуховское медицинское училище» Сумского областного совета является государственным высшим учебным заведением I уровня аккредитации, которое готовит младших медицинских специалистов по двум специальностям: «Лечебное дело» и «Сестринское дело».